# فيافرانكا دي بوناني
بلدية فيافرانكا دي بوناني (بالإسبانية: Villafranca de Bonany) هي بلدية تقع في منطقة جزر البليار شرق إسبانيا.

## الديموغرافيا
بلغ عدد سكان بلدية فيافرانكا دي بوناني 2.958 نسمة عام 2011 (وفقاً للمعهد الوطني للإحصاء الإسباني).
| 2.190 | 2.326 | 2.518 | 2.521 | 2.625 | 2.908 | 2.958 |